# Ромбони, Дориано
Дориано Ромбони (итал. Doriano Romboni; 8 декабря 1968, Леричи, Италия — 30 ноября 2013, Латина, Италия) — итальянский мотогонщик, выступавший в чемпионате мира по шоссейно-кольцевым мотогонкам и супербайке.

## Карьера
Ромбони принимал участи в гонках в классах 125 и 250 см³ на мотоциклах Honda. В 1996 году он перешёл в класс 500 см³ в заводскую команду Aprilia, которая использовала для гонок мотоциклы с двухцилиндровыми V-образными двигателями объёмом, увеличенным с 250 до 380 см³. Команда надеялась получить преимущество над соперниками, использующими более мощные двигатели, за счёт меньшей массы и лучшей манёвренности. Ромбони смог завершить сезон 1997 года на 10-м месте, после чего Aprilia закрыла свою программу в классе 500 см³. В 1998 году он провел одну гонку за MuZ.
В 1999 году Ромбони стал участвовать в гонках чемпионата мира по супербайку за частную команду Ducati. Он лидировал в каждой гонке. Во время этапа в Монце при столкновении с Аароном Слайтером Ромбони травмировал ногу. Он вернулся в 2000 году, выступал также и в 2004.

## Смерть
Ромбони погиб в результате несчастного случая во время свободной практики соревнований Sic Supermoto Day, посвящённых памяти Марко Симончелли. Потеряв управление, он через узкую полосу безопасности вылетел на другой участок трассы со встречным направлением движения, где столкнулся с Джанлукой Вицциелло. Оба гонщика получили тяжелые травмы и были прямо с трассы эвакуированы в больницу Санта Мария Горетти, где через несколько часов Ромбони скончался.

## Статистика выступлений

### По годам
| Сезон | Гоночная серия | Класс     | Производитель | Гонок | Побед | Поулов | Быстрых кругов | Подиумов | Очков | Позиция |
| ----- | -------------- | --------- | ------------- | ----- | ----- | ------ | -------------- | -------- | ----- | ------- |
| 1989  | Moto GP        | 125 см³   | Honda         | 10    | —     | —      | —              | —        | 20    | 20      |
| 1990  | Moto GP        | 125 см³   | Honda         | 12    | 2     | 2      | —              | 6        | 130   | 4       |
| 1991  | Moto GP        | 250 см³   | Honda         | 12    | —     | —      | —              | —        | 32    | 15      |
| 1992  | Moto GP        | 250 см³   | Honda         | 13    | —     | —      | —              | 1        | 43    | 10      |
| 1993  | Moto GP        | 250 см³   | Honda         | 11    | 2     | 2      | —              | 4        | 139   | 5       |
| 1994  | Moto GP        | 250 см³   | Honda         | 13    | 1     | 2      | —              | 8        | 170   | 4       |
| 1995  | Moto GP        | 250 см³   | Honda         | 8     | 1     | —      | —              | 2        | 75    | 9       |
| 1996  | Moto GP        | 500 см³   | Aprilia       | 8     | —     | —      | —              | —        | 23    | 19      |
| 1997  | Moto GP        | 500 см³   | Aprilia       | 13    | —     | —      | —              | 1        | 88    | 10      |
| 1998  | Moto GP        | 500 см³   | MuZ           | 1     | —     | —      | —              | —        | 4     | 28      |
| 1999  | Superbike      | Superbike | Ducati        | 7     | —     | —      | —              | —        | 44    | 17      |
| 2000  | Superbike      | Superbike | Ducati        | 3     | —     | —      | —              | —        | 14    | 35      |
| 2004  | Superbike      | Superbike | Yamaha        | 4     | —     | —      | —              | —        | 3     | 35      |

### Чемпионат мира по шоссейно-кольцевым мотогонкам
| Легенда к таблице |                                                 |
| --- | ----------------------------------------------- |
| В таблице перечислены результаты всех Гран-при чемпионата мира, во всех классах, в которых принимал участие гонщик. Строками таблицы являются сезоны, столбцами все гонки Гран-при чемпионата мира, производитель мотоциклов и команда. В клетках указаны сокращённое название Гран-при и результат, клетка дополнительно обозначена цветом. Расшифровка обозначений и цветов представлена в нижеследующей таблице. |                                                 |
| \| Пример \| Описание \| \| ------------ \| ----------------------------------------------- \| \| 1 \| Победитель \| \| 2 \| Второе место \| \| 3 \| Третье место \| \| \| Финишировал в очковой зоне \| \| \| Финишировал вне очковой зоны \| \| НКЛ \| Не классифицирован \| \| Сход \| Не финишировал \| \| НКВ \| Не прошёл квалификацию \| \| НПКВ \| Не прошёл предварительную квалификацию \| \| ДСК \| Дисквалифицирован \| \| ИСК \| Исключён из протокола соревнований \| \| НС \| Не стартовал в гонке \| \| Т \| Травмирован или болен \| \| ОТК \| Отказ от участия \| \| НТР \| Прибыл на соревнования, но на трассу не выезжал \| \| НПР \| Не прибыл к началу соревнований \| \| НД \| Недопущен до старта \| \| О \| Гонка отменена \| \| \| Не участвовал \| \| Поул-позиция \| \| \| Быстрый круг \| \| |                                                 |
| Пример | Описание                                        |
| 1 | Победитель                                      |
| 2 | Второе место                                    |
| 3 | Третье место                                    |
| | Финишировал в очковой зоне                      |
| | Финишировал вне очковой зоны                    |
| НКЛ | Не классифицирован                              |
| Сход | Не финишировал                                  |
| НКВ | Не прошёл квалификацию                          |
| НПКВ | Не прошёл предварительную квалификацию          |
| ДСК | Дисквалифицирован                               |
| ИСК | Исключён из протокола соревнований              |
| НС | Не стартовал в гонке                            |
| Т | Травмирован или болен                           |
| ОТК | Отказ от участия                                |
| НТР | Прибыл на соревнования, но на трассу не выезжал |
| НПР | Не прибыл к началу соревнований                 |
| НД | Недопущен до старта                             |
| О | Гонка отменена                                  |
| | Не участвовал                                   |
| Поул-позиция |                                                 |
| Быстрый круг |                                                 |

| Год  | Класс | Команда   | Мотоцикл    | 1       | 2      | 3      | 4      | 5      | 6      | 7       | 8      | 9      | 10     | 11     | 12      | 13      | 14     | 15      | Очков | Позиция |
| ---- | ----- | --------- | ----------- | ------- | ------ | ------ | ------ | ------ | ------ | ------- | ------ | ------ | ------ | ------ | ------- | ------- | ------ | ------- | ----- | ------- |
| 1989 | 125cc | Honda     | RS125       | JPN -   | AUS -  | ESP НФ | NAT 10 | FRG 15 | AUT НФ | NED 17  | BEL 12 | FRA НФ | GBR 7  | SWE НФ | CZE НФ  |         |        |         | 20    | 20      |
| 1990 | 125cc | Honda     | RS125       | JPN -   | ESP НФ | NAT НФ | FRG 1  | AUT 6  | YUG 5  | NED 1   | BEL 11 | FRA 2  | GBR 2  | SWE 3  | CZE -   | HUN НФ  | AUS 3  |         | 130   | 4       |
| 1991 | 250cc | HB-Honda  | NSR250      | JPN НКЛ | AUS НФ | USA 13 | ESP 9  | ITA НФ | GER 13 | AUT НФ  | EUR 7  | NED -  | FRA -  | GBR -  | RSM 6   | CZE НКВ | VDM НФ | MAL НКВ | 32    | 15      |
| 1992 | 250cc | HB-Honda  | NSR250      | JPN НФ  | AUS 6  | MAL 6  | ESP 12 | ITA 10 | EUR 7  | GER НФ  | NED НФ | HUN 7  | FRA НФ | GBR 3  | BRA 3   | RSA НФ  |        |         | 43    | 10      |
| 1993 | 250cc | HB-Honda  | NSR250      | AUS 7   | MAL 4  | JPN 3  | ESP 8  | AUT 1  | GER 1  | NED НКЛ | EUR -  | RSM -  | GBR -  | CZE 4  | ITA НФ  | USA 2   | FIM 6  |         | 139   | 5       |
| 1994 | 250cc | HB-Honda  | NSR250      | AUS 2   | MAL 5  | JPN 6  | ESP 2  | AUT 3  | GER 3  | NED НФ  | ITA НФ | FRA 2  | GBR 3  | CZE НФ | USA 1   | ARG -   | EUR 3  |         | 170   | 4       |
| 1995 | 250cc | HB-Honda  | NSR250      | AUS 6   | MAL НФ | JPN НФ | ESP 4  | GER -  | ITA -  | NED -   | FRA НФ | GBR -  | CZE 5  | BRA 1  | ARG 3   | EUR -   |        |         | 75    | 9       |
| 1996 | 500cc | Aprilia   | Aprilia 380 | MAL НКВ | INA 11 | JPN 7  | ESP НФ | ITA 9  | FRA НФ | NED НФ  | GER НФ | GBR -  | AUT -  | CZE -  | IMO 14  | CAT -   | BRA -  | AUS -   | 23    | 19      |
| 1997 | 500cc | Aprilia   | Aprilia 380 | MAL -   | JPN -  | ESP 7  | ITA 11 | AUT 10 | FRA 11 | NED 3   | IMO НФ | GER 5  | BRA 7  | GBR 7  | CZE НКЛ | CAT 10  | INA 10 | AUS 10  | 88    | 10      |
| 1998 | 500cc | MuZ-Weber | MuZ 500     | JPN 12  | MAL -  | ESP -  | ITA -  | FRA -  | MAD -  | NED -   | NED -  | GBR -  | GER -  | CZE -  | IMO -   | CAT -   | AUS -  | ARG -   | 4     | 28      |

### Чемпионат мира по супербайку
| Легенда к таблице |                                                 |
| --- | ----------------------------------------------- |
| В таблице перечислены результаты всех этапов чемпионата мира, в которых принимал участие гонщик. Строками таблицы являются сезоны, столбцами все гонки этапов чемпионата мира и производитель мотоциклов. В клетках указаны сокращённое название этапа и результат, клетка дополнительно обозначена цветом. Расшифровка обозначений и цветов представлена в нижеследующей таблице. |                                                 |
| \| Пример \| Описание \| \| ------------ \| ----------------------------------------------- \| \| 1 \| Победитель \| \| 2 \| Второе место \| \| 3 \| Третье место \| \| \| Финишировал в очковой зоне \| \| \| Финишировал вне очковой зоны \| \| НКЛ \| Не классифицирован \| \| Сход \| Не финишировал \| \| НКВ \| Не прошёл квалификацию \| \| НПКВ \| Не прошёл предварительную квалификацию \| \| ДСК \| Дисквалифицирован \| \| ИСК \| Исключён из протокола соревнований \| \| НС \| Не стартовал в гонке \| \| Т \| Травмирован или болен \| \| ОТК \| Отказ от участия \| \| НТР \| Прибыл на соревнования, но на трассу не выезжал \| \| НПР \| Не прибыл к началу соревнований \| \| НД \| Недопущен до старта \| \| О \| Гонка отменена \| \| \| Не участвовал \| \| Поул-позиция \| \| \| Быстрый круг \| \| |                                                 |
| Пример | Описание                                        |
| 1 | Победитель                                      |
| 2 | Второе место                                    |
| 3 | Третье место                                    |
| | Финишировал в очковой зоне                      |
| | Финишировал вне очковой зоны                    |
| НКЛ | Не классифицирован                              |
| Сход | Не финишировал                                  |
| НКВ | Не прошёл квалификацию                          |
| НПКВ | Не прошёл предварительную квалификацию          |
| ДСК | Дисквалифицирован                               |
| ИСК | Исключён из протокола соревнований              |
| НС | Не стартовал в гонке                            |
| Т | Травмирован или болен                           |
| ОТК | Отказ от участия                                |
| НТР | Прибыл на соревнования, но на трассу не выезжал |
| НПР | Не прибыл к началу соревнований                 |
| НД | Недопущен до старта                             |
| О | Гонка отменена                                  |
| | Не участвовал                                   |
| Поул-позиция |                                                 |
| Быстрый круг |                                                 |

| Год  | Производитель | 1   | 2   | 3   | 4   | 5   | 6   | 7   | 8   | 9   | 10  | 11  | 12  | 13  | Очков | Позиция |
| ---- | ------------- | --- | --- | --- | --- | --- | --- | --- | --- | --- | --- | --- | --- | --- | ----- | ------- |
| 1999 | Ducati        | RSA | AUS | GBR | ESP | ITA | GER | RSM | USA | EUR | AUT | NED | GER | JPN | 44    | 17      |
| 1999 | Ducati        | 9   | 7   | 11  | -   | НФ  | -   | -   | -   | -   | -   | -   | -   | -   | 44    | 17      |
| 1999 | Ducati        | 9   | 8   | 8   | -   | НС  | -   | -   | -   | -   | -   | -   | -   | -   | 44    | 17      |
| 2000 | Ducati        | RSA | AUS | JPN | GBR | ITA | GER | RSM | ESP | USA | EUR | NED | GER | GBR | 14    | 35      |
| 2000 | Ducati        | -   | -   | -   | -   | -   | -   | -   | -   | -   | -   | 7   | НФ  | -   | 14    | 35      |
| 2000 | Ducati        | -   | -   | -   | -   | -   | -   | -   | -   | -   | -   | 11  | НС  | -   | 14    | 35      |
| 2004 | Yamaha        | ESP | AUS | RSM | ITA | GER | GBR | USA | EUR | NED | ITA | FRA |     |     | 3     | 35      |
| 2004 | Yamaha        | -   | -   | НС  | -   | -   | -   | -   | -   | -   | 15  | -   |     |     | 3     | 35      |
| 2004 | Yamaha        | -   | -   | НС  | -   | -   | -   | -   | -   | -   | 14  | -   |     |     | 3     | 35      |